# 17P/Holmes
17P/Holmes, o anche cometa Holmes, è una cometa periodica del Sistema solare, appartenente alla famiglia delle comete gioviane. È stata scoperta dall'astrofilo Edwin Holmes il 6 novembre 1892.
Nell'ottobre del 2007, in sole 42 ore, la cometa ha subito un incremento di luminosità che l'ha portata da una magnitudine apparente di 17 (praticamente fuori dalla portata della maggior parte dei telescopi amatoriali), ad una magnitudine di 2,8 (visibile ad occhio nudo anche nei cieli inquinati delle città).
L'incremento di luminosità subito dalla cometa è paragonabile alla differenza che c'è fra la Luna piena e il Sole.
La cometa è un esempio di un piccolo numero di comete, anch'esse della famiglia di Giove, che hanno esibito outburst che hanno determinato un incremento della luminosità di 9 magnitudini. Le altre sono state: la 41P/Tuttle-Giacobini-Kresák nel 1973, la 98P/Takamizawa nel 1984 e la 97P/Metcalf-Brewington nel 1991. Comunque l'incremento mostrato dalla cometa Holmes è stato un centinaio di volte maggiore che negli altri casi.

## Scoperta

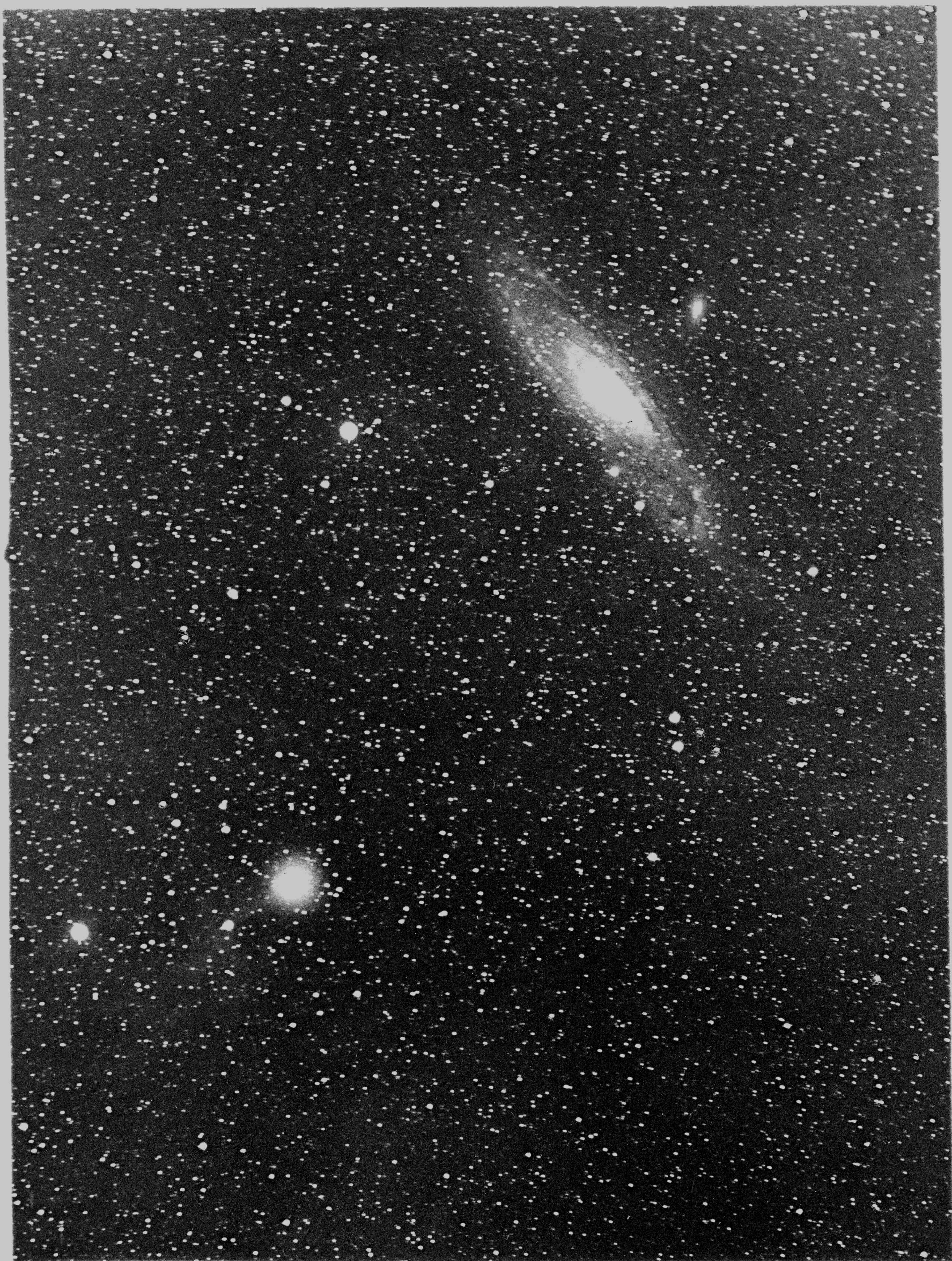
10 novembre 1892, la cometa Holmes vicino alla Galassia di Andromeda

La cometa Holmes fu scoperta da Edwin Holmes il 6 novembre 1892 durante una campagna osservativa della Galassia di Andromeda (M31). La scoperta fu possibile grazie ad un incremento in luminosità simile a quello manifestato nel 2007. La cometa raggiunse una magnitudine di 4 o 5 per un periodo di diverse settimane prima di affievolirsi.
La scoperta fu confermata da Edward Walter Maunder dell'Osservatorio Reale di Greenwich e da William Henry Maw. Successive scoperte indipendenti avvennero da parte di Thomas David Anderson (Edimburgo, Scozia) l'8 novembre e di John Ewen Davidson (Queensland, Australia) il 9.
La prima orbita ellittica della cometa Holmes fu calcolata in modo indipendente da Heinrich Kreutz e da George Mary Searle. Ne fu quindi determinata la data del perielio, il 13 giugno, ed il periodo di rivoluzione, 6,9 anni. Questi calcoli dimostrarono definitivamente che non si trattava del ritorno della cometa 3D/Biela.
Furono osservati i successivi due passaggi, nel 1899 e nel 1906, dopo i quali la cometa andò perduta finché non fu riscoperta il 6 luglio 1964 da Elizabeth Roemer dello United States Naval Observatory. Grazie alle predizioni computerizzate di Brian Marsden, la cometa è stata osservata in tutti i passaggi successivi.

## Passaggio del 2007

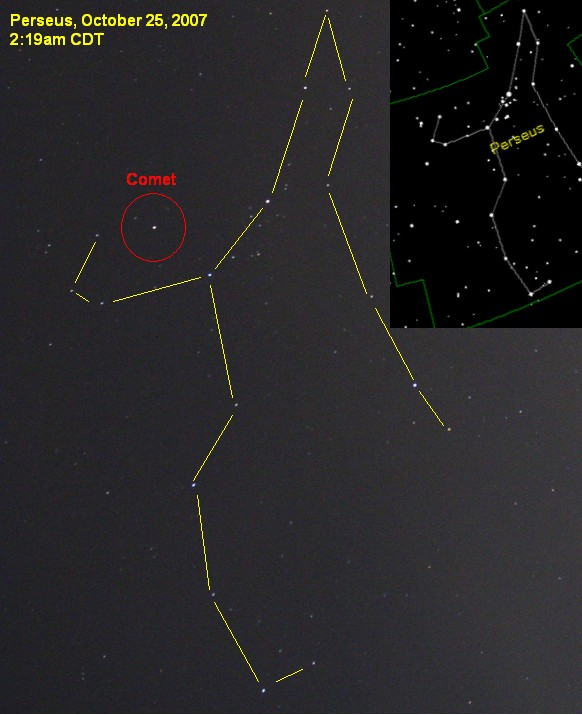
Il 25 ottobre la cometa appare come una nuova stella luminosa nella costellazione di Perseo.

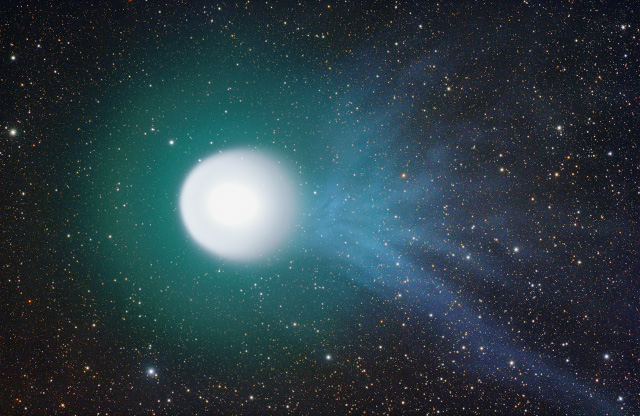
In questa immagine scattata il 4 novembre sono chiaramente distinguibili la chioma e la coda di ioni della cometa

Tra il 23 ed il 24 ottobre del 2007 la luminosità della cometa Holmes è aumentata notevolmente, passando dalla magnitudine apparente di 17 ad una magnitudine di 2,5 in appena poche ore.
Il primo ad aver colto la variazione di luminosità è stato J. A. Henríquez Santana, dall'isola di Tenerife, nell'arcipelago delle Canarie; qualche minuto dopo, Ramón Naves a Barcellona notava che la cometa aveva raggiunto una magnitudine apparente di 7,3. La cometa ha quindi raggiunto la luminosità necessaria per essere facilmente individuabile ad occhio nudo come una luminosa "stella" gialla nella costellazione di Perseo, e dal 25 ottobre la cometa 17P/Holmes si è presentata come la terza "stella" più luminosa in quella costellazione. Durante questa fase di incremento della luminosità, sono stati osservati dei frammenti separarsi dal nucleo cometario abbinati al rilascio di un gran quantitativo di polveri. L'evento principale è avvenuto intorno al 24 ottobre.
Mentre i grandi telescopi mostravano i fini dettagli cometari, ad occhio nudo l'aspetto della cometa è rimasto simile a quello di stella fino al 26 ottobre. Dopo quella data, la cometa 17P/Holmes ha iniziato a mostrare caratteristiche tipiche delle comete anche ad occhio nudo. Il nucleo cometario ha manifestato l'incremento nell'attività mentre si trovava in prossimità dell'opposizione, e la coda, che punta in direzione opposta al Sole, è rimasta nascosta agli osservatori da Terra dal nucleo stesso. La cometa è quindi apparsa come una sfera luminosa.
Sulla base di calcoli orbitali e delle misurazioni della luminosità mostrata in precedenza dell'outbust del 2007, il diametro del nucleo cometario è stato stimato in 3,4 km Nel tardo ottobre 2007 il diametro della chioma è aumentato da 3,3 a più di 13 minuti d'arco, circa la metà del diametro che la Luna sottende in cielo. Ad una distanza di 2 UA, tale dimensione apparente corrisponde ad un diametro reale di un milione di chilometri, o circa il 70% del diametro del Sole. Per confronto, la Luna dista 380.000 km dalla Terra. Quindi, la chioma della cometa Holmes era una sfera dal diametro maggiore di quello dell'orbita della Luna intorno alla Terra.
A metà novembre, per il materiale della chioma è stata stimata una velocità di espansione di 500 m/s, ed un diametro di 1,4 milioni di chilometri, pari a quello del Sole. Per un brevissimo periodo, la cometa ha posseduto l'atmosfera più estesa del Sistema solare.
È interessante osservare alcune similitudini tra gli eventi del 1892 e quelli del 2007. In entrambi i casi, la cometa è entrata in outbusrt 5-6 mesi prima di raggiungere il perielio, ed entrambi gli eventi hanno mostrato simili evoluzioni in apparenza della chioma e della coda. Inoltre, sebbene la cometa abbia effettuato numerosi transiti al perielio nel periodo compreso tra le due date, non sono stati osservati eventi simili.
Nel marzo del 2008, la cometa è stata fotografata tramite il Telescopio spaziale Spitzer rivelando caratteristiche morfologiche che non erano mai state osservate su una cometa. Sono stati osservati un guscio esterno, composto da polveri sottili, il nucleo (il punto brillante al centro dell'immagine) e le particelle espulse dalla cometa durante l'esplosione. Trattando l'immagine è stato possibile rilevare dei filamenti che costituiscono, con il guscio esterno, uno dei misteri non risolti di questa cometa.

### Posizione della cometa nel 2007
| Orbita della cometa vista dallo spazio |  | Moto osservato da Terra |  | La Cometa osservata da Terra |
| La cometa periodica 17P/Holmes segue un'orbita compresa tra Marte e Giove. La cometa ha raggiunto il perielio, punto di massimo avvicinamento al Sole, il 4 maggio 2007. |  | Traccia del moto retrogrado apparente seguito dalla cometa nella costellazione di Perseo tra luglio 2007 e marzo 2008. (L'intervallo tra i dati è di 14 giorni) |  | Immagine composita che mostra le dimensioni della cometa ed il percorso seguito nella costellazione di Perseo dal 25 ottobre 2007 al 9 marzo 2008. |

### Galleria d'immagini

#### Grandangolo
| 31 ottobre 2007 (140 mm) - la cometa è al centro dell'immagine |

#### Telescopio
| Data   |                                                                                                  | |
| ------ | ------------------------------------------------------------------------------------------------ | --- |
| 25 ott | Cloudbait Observatory, Guffey, Colorado (USA) (5.1" quadro)                                      | |
| 27 ott | 14.5" (370 mm) Dobson                                                                            | |
| 30 ott | riflettore da 19" Torquay, UK                                                                    | |
| 31 ott | telescopio da 8" + EOS400D Barcellona, Spagna.                                                   | telescopio da 8" + EOS400D Barcellona, Spagna. Mostra il movimento della cometa rispetto alle stelle sullo sfondo per 50 minuti. Le variazioni di luminosità sono dovute ai differenti tempi di esposizione di ogni fotogramma. |
| 2 nov  | Teleobiettivo da 300 mm, Alvernia, Francia                                                       | Starmaster 14.5" Divide, Colorado (USA) |
| 7 nov  | Telescopio Schmidt-Newtonian da 10 " Brevard County, Florida                                     | |
| 10 nov | Nikon 400 mm f/2.8 Albuquerque, Nuovo Messico                                                    | |
| 13 nov | In prossimità della stella Mirfak, α Persei, Marshall Twp, Pennsylvania                          | |
| 14 nov | Con l'Ammasso di Alfa Persei, Canon EOS 20D con lenti da 400 mm f/2.8 montata su un Meade LXD-55 | |